# Erdőtársulás
Erdőtársulásoknak a jellemzően fás növénytársulásokat nevezzük. Mivel ezek fajösszetétele állandó és ismétlődő, ezért karakterfajaikkal jellemezzük őket.

## Elterjedésük, átmeneteik
Az erdőtársulások a fák számára kedvező környezeti (alapvetően éghajlati és talajtani) feltételek között alakulnak ki, ezért elterjedésük horizontálisan és vertikálisan is zonális. A zárt erdőtakaró határai az úgynevezett erdőhatárok. Egyszerűsítve:
- a felső (havasi, illetve sarkvidéki) erdőhatáron kívül az éghajlat a fák számára túl hideg;
- az alsó, illetve száraz erdőhatáron kívül a csapadék a fák számára túl kevés.

Egy darabig az erdőhatáron túl (a viszonylag kedvező mikroklímájú, illetve vízellátású helyeken) is nőnek fák, de az erdőhatártól távolodva egyre kevesebb. A fák elterjedésének határvonalai a fahatárok; a fahatár és az erdőhatár között van az átmeneti, avagy ecoton zóna. Ilyen, ecoton zóna a Kárpát-medence területének középső része.